# Guantes pontificales

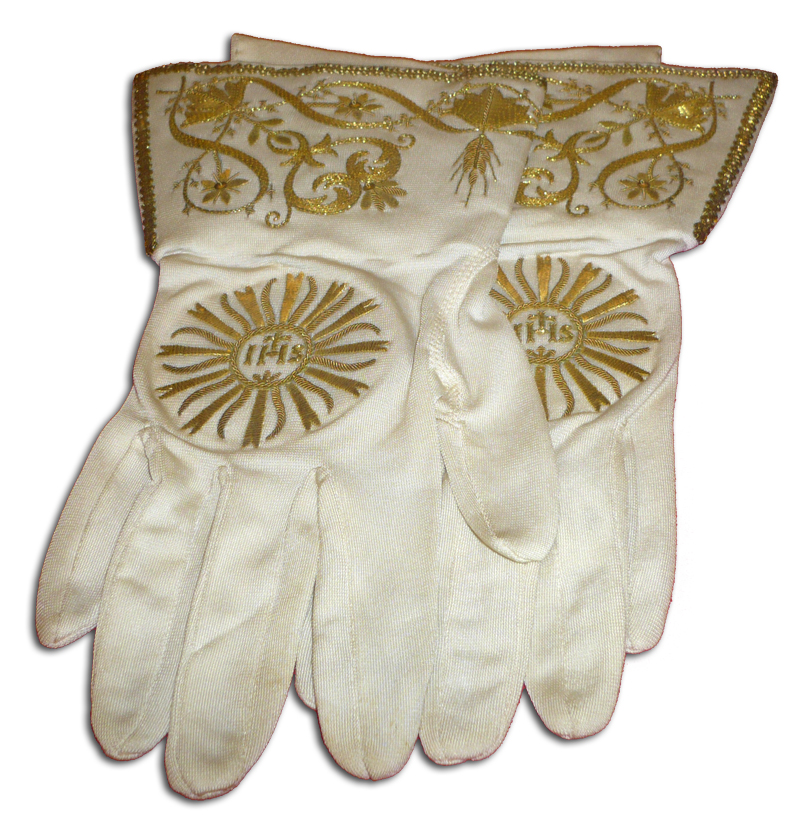
Guantes pontificales.

Los guantes pontificales, guantes episcopales, tecas o quirotecas (del latín chirothecœ, también llamados anteriormente manicœ) eran guantes de tela preciosa que los obispos usaban en las liturgias solemnes, sobre todo en la Misa. En el transcurso de ella, los usaban desde el inicio hasta que se dirigían al altar en el momento del ofertorio. Hoy, tras los cambios litúrgicos, ya no forman parte de la indumentaria pontifical.

## Historia
El uso de guantes empieza a finales del siglo XI y luego se generaliza para uso de los obispos no siendo propio de los eclesiásticos inferiores sino por concesión pontificia: ésta se hizo frecuente a los abades en el último cuarto del siglo XI y en adelante. 
La forma de este ornamento siempre era la misma, tomada del uso profano con sus amplias mangas o puños al estilo de los guantes seglares de la Edad Media. Se hicieron los guantes litúrgicos ordinariamente de lino hasta el siglo XII. Después prevaleció la seda y desde dicho siglo se adornan con bordados, medallones e incluso piedras finas en la parte media del dorso y en los puños. A finales de la Edad Media quedaron en desuso los guantes de piedrecitas cosidas y se usaron exclusivamente de punto, excepto las mangas que eran de tela.